# Arjen Robben
Arjen Robben (en neerlandés: ˈɑrjən ˈrɔbə(n)ⓘ; Bedum, Groninga, 23 de enero de 1984) es un exfutbolista neerlandés que jugaba como extremo.Jugó la mayor parte de su carrera en el Bayern de Múnich, donde permaneció durante 10 temporadas, desde 2009 hasta 2019. Su último equipo fue el F. C. Groningen de la Eredivisie.
Inició su carrera jugando con el C. V. V. B y el V. V. Bedum, y luego pasó al F. C. Groningen de la Eredivisie en el año 2000. En 2002 fichó por el P. S. V. Eindhoven por 3 300 000 €, y después de dos campañas recaló en el Chelsea F. C. de la Premier League, por el cual el club pagó 12 millones de libras (18 millones de euros). En 2007 fue traspasado al Real Madrid C. F. por 24 millones de libras (36 millones de euros), para después ser transferido en 2009 al Bayern de Múnich de la Bundesliga de Alemania a cambio de 24 millones de euros.
A lo largo de su carrera, ha obtenido a nivel de clubes una Eredivisie, una Supercopa de los Países Bajos, dos Premier League, una Community Shield, dos Copas de la Liga, una FA Cup, una Liga española, una Supercopa de España, dos Copas de Alemania, ocho Bundesliga y una Liga de Campeones de la UEFA. A nivel individual sus mayores logros han sido el premio al Talento del año en los Países Bajos, el premio Johan Cruyff, el premio al Futbolista del año en Alemania, el Trofeo Bravo y el Balón de Bronce de la Copa Mundial de Fútbol de 2014. Con la selección de los Países Bajos, debutó en un partido amistoso ante Portugal el 30 de abril de 2003. Con esta ha disputado la Copa Mundial de 2006 celebrada en Alemania; la Copa Mundial de 2010, que tuvo lugar en Sudáfrica, donde obtuvieron la segunda plaza, tras perder contra España en la final, y la Copa Mundial de 2014 de Brasil en la que terminaron en tercer puesto tras haber perdido en semifinales ante Argentina. Además, ha disputado las Eurocopas de 2004, 2008 y 2012 celebradas en Portugal, Austria-Suiza y Polonia-Ucrania respectivamente. Desde su primera aparición ha participado en ochenta y nueve partidos internacionales con la Naranja Mecánica y ha marcado treinta y un goles. El 10 de octubre de 2017, el jugador decidió retirarse de la selección de los Países Bajos debido a que el equipo no pudo clasificarse para la Copa Mundial de 2018 en Rusia.

## Trayectoria

### Groningen
Inició su carrera jugando a temprana edad en el V.V. Bedum. En esos primeros años siguió las enseñanzas del entrenador neerlandés Wiel Coerver, una metodología basada en la observación a cámara lenta de movimientos característicos de grandes estrellas del fútbol, como Pelé, Ferenc Puskás o Roberto Rivelino, y que data de los años 70. Su gran control de balón y un potente disparo hicieron de él un valioso y prometedor jugador, por lo que firmó rápidamente con el FC Groningen. En las divisiones inferiores despuntó rápidamente marcando 50 goles en su primera temporada.
Pasó al primer equipo para la temporada 1999-00. Jan van Dijk, entrenador del primer equipo, lo hizo debutar en la Eredivisie el 3 de diciembre de 2000, en un encuentro frente al RKC Waalwijk, sustituyendo a Leonardo dos Santos por lesión a los 79 minutos. En su primer año como profesional con el Groningen registró 18 apariciones y 2 goles y el equipo fue 14.º en la Eredivisie y eliminado en tercera ronda de la copa por el Fortuna Sittard. Al concluir el torneo fue comprado por el PSV Eindhoven a cambio de 4 millones de euros, pero se quedó en Groningen, en condición de préstamo, para reforzar al equipo y evitar el descenso. Con la nueva campaña se volvió titular del equipo y jugó en 28 ocasiones, marcando seis goles. El equipo fue 15.º en la Eredivisie y llegó a los cuartos de final de la copa, donde perdió ante el AFC Ajax.

### PSV Eindhoven
Con el atacante serbio Mateja Kežman formó una notable dupla ofensiva bautizada "Batman y Robben" por los fanáticos del PSV. El primer título del año lo disputó ante AFC Ajax, en la Supercopa de los Países Bajos el 11 de agosto de 2002, y lo perdió por tres goles a uno. Entró en el minuto 65 sustituyendo a Giorgi Gakhokidze. Sin embargo, ayudó al PSV Eindhoven de Guus Hiddink a alzarse con la Eredivisie, número 17 para el equipo de Philips, y la posterior Supercopa de los Países Bajos ante el FC Utrecht, donde marcó el primer gol. En la copa fueron eliminados en semifinales ante el FC Utrecht por 2 a 1 y en la Liga de Campeones de la UEFA no pasaron de la fase de grupos tras quedar últimos por detrás del Arsenal, del Borussia Dortmund y del AJ Auxerre.
Además este año consiguió el título de Talento del año y el premio Johan Cruyff. Durante su primera temporada en Eindhoven, la 2002/03, disputó 33 encuentros y anotó 12 goles. El 22 de julio de 2003 también se adjudicó la Copa de la Paz, en la cual anotó dos goles. En marzo de 2004 el propietario del Chelsea F. C. Román Abramóvich le ofreció al club neerlandés 12 millones de libras (18 millones de euros) por el extremo y aceptaron.

Pienso que podré convertirme en un mejor jugador en el Chelsea, ser uno de los mejores de Europa.

 Su final de temporada fue decepcionante, se perdió la gran mayoría de los encuentros al lesionarse recurrentemente. Terminó su última campaña con el PSV con 5 goles en 23 apariciones. El equipo quedó en segunda posición en la liga tras el AFC Ajax y en la copa fueron eliminados en cuartos de final ante el NAC Breda. En la Liga de Campeones quedó en tercer lugar tras el AS Monaco y el Deportivo de La Coruña y disputó la Copa de la UEFA, donde tras pasar dos rondas perdió ante el Newcastle United en los cuartos de final.

### Chelsea

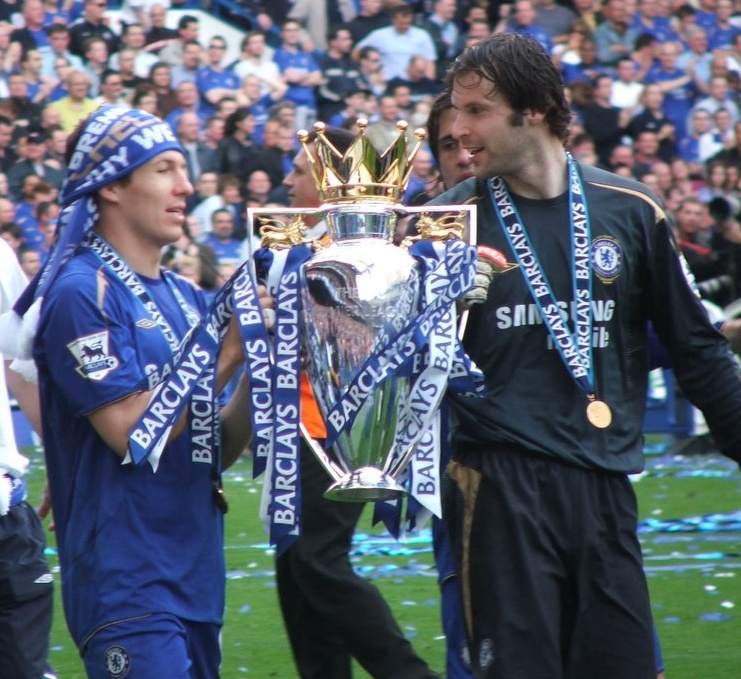
Robben y Petr Čech celebrando el título de liga 2005-06

No debutó oficialmente con el Chelsea hasta noviembre de 2004, tras recuperarse de una fractura en el metatarsiano derecho que sufrió tras recibir una entrada del centrocampista francés Olivier Dacourt del A.S. Roma, en un partido amistoso de pretemporada. Ya en activo, marcó consecutivamente al CSKA Moscú, al Everton F. C., donde fue nombrado Hombre del Partido, al Newcastle United F. C. y al Fulham F. C. Ese noviembre se le designó Jugador del Mes de la Premier League. Pese a perderse gran parte del campeonato por encontrarse lesionado de una fractura de dos huesos metatarsianos del pie izquierdo en el partido contra el Blackburn Rovers F. C. en febrero de 2005, terminó la campaña con 7 goles, la segunda cantidad más alta de su carrera en solo 18 partidos. Además conquistó la Premier League, la FA Community Shield y la League Cup con el club londinense, pero fueron eliminados por el Liverpool en las semifinales de la Liga de Campeones de la UEFA. Por su rendimiento fue considerado entre los candidatos al Premio PFA al jugador joven del año, pero fue vencido por el delantero Wayne Rooney del Manchester United Destacó en sus primeras temporadas gracias al sistema de juego del portugués José Mourinho, entrenador de los blues, que empleaba un esquema 4-3-3, en el que tanto Robben como el irlandés Damien Duff eran empleados como puntas interiores (próximos al delantero centro, el marfileño Didier Drogba) para aprovechar la amplitud del campo.
Se recuperó completamente de sus lesiones para la Premiership 2005/06, en la que apareció en 28 encuentros, marcó en seis ocasiones y se adjudicó por segundo año consecutivo el título. En la Liga de Campeones de la UEFA 2005-06 el equipo llegó hasta los octavos de final, pero fueron eliminados por el futuro campeón de la competición, el Fútbol Club Barcelona. En la Carling Cup fueron eliminados en la tercera ronda ante el Charlton Athletic y en la FA Cup en semifinales ante el Liverpool. Durante el transcurso de la liga vio las primeras dos tarjetas rojas de su carrera, ante el Sunderland y el West Bromwich Albion, y tuvo un altercado con el meta español del Liverpool Pepe Reina. Tras cometer una falta al delantero islandés Eiður Guðjohnsen, el cancerbero recibió fuertes palabras de Robben y en respuesta le puso la mano en su cara, Robben cayó y el español fue expulsado. Reina lo acusó de "farsante", en el rotativo Daily Star: 

Estoy furioso con él por lo ocurrido, Robben es un gran actor e hizo lo suficiente como para ganarse un Óscar.

Con la finalización de la Copa del Mundo de Alemania se integraron al conjunto el delantero ucraniano Andriy Shevchenko, el centrocampista alemán Michael Ballack y el defensa inglés Ashley Cole. Por ello Mourinho modificó su esquema 4-3-3 por un 4-1-3-2, y dejó en el banquillo a los puntas. No obstante con la baja del centrocampista Joe Cole por lesión regresó a la titularidad. A comienzos de año perdieron la Community Shield ante el Liverpool por 2 a 1, en la que jugó como titular 62 minutos. Fue el más destacado ante el Wigan Athletic F. C., en los encuentros de diciembre de 2006 y enero de 2007, y tras pocas semanas de titular se lesionó ante el Liverpool el 20 de enero. Volvió en un par de semanas y colaboró en la victoria ante el Middlesbrough F. C. por 3 a 0. Participó en la final de la League Cup, contra el Arsenal que ganaron por 2 a 1, y le marcó al Porto en los octavos de final de la Liga de Campeones. Sin embargo, en marzo se lesionó el menisco lateral de la rodilla izquierda en un partido con su selección y fue baja por un mes. Retornó a la actividad en la semifinal de la Liga de Campeones, que perdieron ante el Liverpool F. C. en los penaltis. Terminó el año ganando la FA Cup ante el Manchester United y disputando 21 partidos de liga, en los que anotó 4 goles.
En agosto de 2007 el Real Madrid realizó una oferta conjunta de 40 millones de euros al Chelsea por la ficha de Robben y del centrocampista alemán Michael Ballack. Bernd Schuster, nuevo entrenador del Madrid, declaró abiertamente su interés por Ballack mientras Ramón Calderón, presidente del Madrid, prometió al neerlandés en su campaña presidencial. Robben, que no llevaba una buena relación con José Mourinho, se declaró feliz por el interés del club español.

### Real Madrid

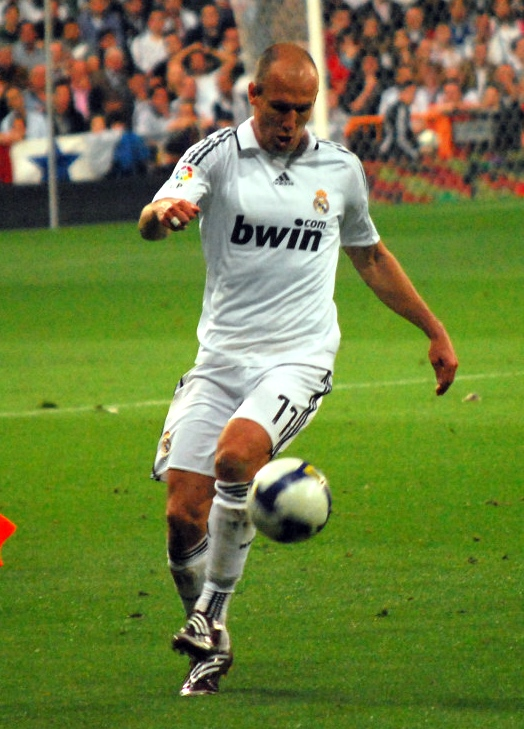
Robben disputando uno de sus últimos partidos con el Real Madrid.

El 22 de agosto de 2007 el Real Madrid llegó a un acuerdo con el Chelsea F. C. para fichar al internacional neerlandés. La operación, tasada en 24 millones de libras (36 millones de euros) y cinco años de contrato, significó a Ramón Calderón, presidente del Madrid, cumplir con una de sus promesas de campaña. Fue presentado el 24 de agosto, junto con el defensa argentino Gabriel Heinze, ante 5000 aficionados en el Estadio Santiago Bernabéu. 

Ahora vivo en un mundo de ensueño, soy jugador del Madrid, soy blanco.

Debutó el 18 de septiembre, relevando a Raúl en el 84', ante el Werder Bremen en un partido de la fase de grupos de la Liga de Campeones. Recuperado de una lesión, se estrenó en la liga española el 23 de septiembre, ante el Real Valladolid C.F., que terminó 1 a 1. Hasta el 2 de enero de 2008 no anotó su primer gol, al Alicante C.F., en un partido correspondiente a la Copa del Rey. En la liga, anotó su primer gol el 10 de febrero ante el Real Valladolid C.F., partido que terminó 7 a 0. Esa primera temporada disputó 21 encuentros, marcó en cuatro ocasiones y obtuvo el título de liga.
En el inicio de la temporada 2008-09 conquistó la Supercopa de España de fútbol, al batir en el Bernabéu al Valencia (4-2, global 6-5). Tras la marcha del brasileño Robinho al Manchester City F. C., adquirió más protagonismo en el once del alemán Bernd Schuster, sin embargo comentó: 

Tenemos un equipo bueno, con mucha calidad, igual que el año pasado aunque quizá necesitemos algún jugador más por banda.

En diciembre de 2008 Schuster fue sustituido en el banquillo por el español Juande Ramos, quien comentó: 

Sin él es un juego más colectivo, es la diferencia, pero se puede funcionar de las dos maneras. En el equipo no hay «Robben-dependencia». Curiosamente sin él hemos hecho mejores partidos.

Pese a las declaraciones finalizó con siete goles en 29 partidos, y fue uno de los mejores de la plantilla. Sin embargo, en esos dos años promedió aproximadamente una lesión cada cinco jornadas, perdiéndose cerca del 40% de los partidos. Durante el verano de 2009, se especuló con su salida, especialmente tras el espectacular desembolso realizado por Florentino Pérez con Kaká y Cristiano Ronaldo. El extremo neerlandés expresó durante la pretemporada su deseo de permanecer en la plantilla, especialmente tras la gran pretemporada que estaba realizando.

No me quiero ir, pero es el club el que quiere venderme. Es todo lo que puedo decir a los aficionados. Yo no me quiero ir. Se han dicho muchas mentiras.

Sin embargo, y pese a que restaban solo cuatro días para el cierre del mercado de fichajes, el Real Madrid decidió traspasarlo al Bayern de Múnich el 27 de agosto de 2009,
El club bávaro confirmó el traspaso en un comunicado oficial, señalando que firmó un contrato por cuatro años y llevaría la camiseta con el número 10, dejada por su compatriota Roy Makaay. El coste de la operación no fue precisado, pero se estimó en 25 millones de euros. Tras su traspaso, Jorge Valdano explicó que fue Robben el que pidió irse del club para poder acumular más minutos de juego, pues el Mundial estaba a tan solo un año y en los partidos había estado entrando como suplente en el segundo tiempo. 

En el Madrid se le hacía espacio para jugar media hora, pero él nos dijo que no podía sentirse cómodo en esa situación.

### Bayern de Múnich

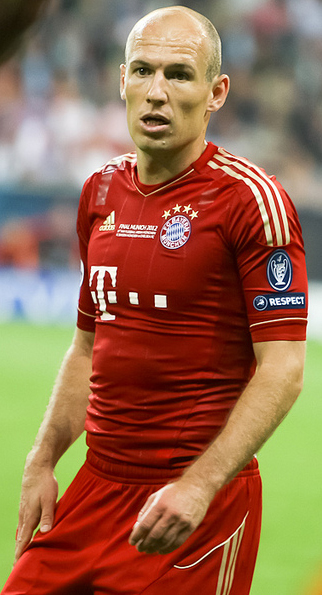
Arjen Robben con Bayern de Múnich en 2012

El 27 de agosto de 2009, llegó a Múnich para pasar reconocimiento médico y firmar con su nuevo club: el FC Bayern. A su llegada al Aeropuerto de Múnich reconoció: 

Aquí me siento bienvenido. Es un club grande con una gran historia, y estoy contento de estar aquí.

Fue el hombre más destacado del equipo en su debut en la Bundesliga, el 29 de agosto, anotando dos de los tres goles con que su equipo venció al VfL Wolfsburg, a pesar de jugar solo 45 minutos. El 30 de septiembre se lesionó durante el partido contra la Juventus, correspondiente a la fase de grupos de la Liga de Campeones, sufriendo una inflamación de rodilla que le aseguró unas semanas de recuperación. Volvió el 24 de octubre para jugar 30 minutos y anotar un gol ante el Eintracht Frankfurt en la jornada 10, y repitió gol en la 17 ante el Hertha de Berlín y consecutivamente ante el Werder Bremen, 1. FSV Maguncia 05, VfL Wolfsburgo y Borussia Dortmund.
Otra vez en la Liga de Campeones, el 3 de noviembre, disputó el partido ante el Girondins de Burdeos que perdieron por 0 a 2, aunque se clasificaron tras derrotar al Juventus en el partido decisivo. En los octavos de final disputó ambos partidos ante la ACF Fiorentina y anotó en los dos encuentros, clasificando a su equipo para la siguiente ronda. El 10 de febrero anotó un gol en la victoria por 6 a 2 en la Copa de Alemania ante el SpVgg Greuther Fürth y otro en las semifinales ante el Schalke 04. El 13 de marzo dos goles suyos supusieron la remontada por 2-1 frente al Friburgo en la Bundesliga. En la vuelta de los cuartos de final de la Liga de Campeones ante el Manchester United, el 7 de abril, anotó con la pierna izquierda el 3 a 2 que clasificaba a su equipo para las semifinales tras un global de 4 a 4. El 21 de abril en la ida de la semifinal, ante el Olympique Lyonnais, marcó el único gol del partido, desde 25 metros y en la vuelta ganaron 3-0 para pasar a la final. El 1 de mayo se consagró campeón de la Bundesliga, a falta de un partido, tras ganar en la jornada 33 al VfL Bochum por 3-1, y 15 días más tarde ganó la Copa de Alemania ante el Werder Bremen por 4-0, el primero suyo, de penalti, en el minuto 35. La final de la Liga de Campeones les enfrentó ante el Inter de Milán, que también había ganado en Italia la liga y la copa. El partido se disputó el 22 de mayo en Madrid y dos goles de Diego Milito dieron el título a los italianos que se adjudicaron su tercer título.
La temporada 2010-11 comenzó mal para el jugador después de que unas pruebas médicas confirmaran que su tendón no estaba curado correctamente. Karl-Heinz Rummenigge comentó al respecto que estaban muy enfadados con los resultados y que la federación neerlandesa debía compensarlo. El 15 de enero de 2011, volvió a jugar como sustituto en el partido que le enfrentó al VfL Wolfsburgo y que terminó 1-1.
Fue nominado como mejor centrocampista de la UEFA Champions League. Pero el premio lo ganó su compatriota Wesley Sneijder. También estuvo nominado al FIFA Balón de Oro 2010, al FIFPro World XI 2010 y al premio FIFA Puskas, al mejor gol del año, pero no ganó ninguno de ellos. Tras completar su equipo una mala temporada en la Bundesliga, fueron eliminados en los octavos de final de la Liga de Campeones tras un gol del jugador del Inter de Milán Goran Pandev en el minuto 88 del encuentro de vuelta.
Durante la temporada 2012-13, el jugador logró ganar la Bundesliga, teniendo un muy buen estado de forma, donde anotó 5 goles en 16 partidos jugados. Además ayudó a su equipo a llegar a la final de la Liga de Campeones tras ganar al FC Barcelona por un global de 7-0. En la final, el 25 de mayo, volvió a ser determinante, ya que anotó el gol decisivo a los 89 minutos ante el Borussia Dortmund, conquistando así su primera Liga de Campeones. En la temporada 2013-14, y con su nuevo entrenador Pep Guardiola, consiguió participar en 45 encuentros en las competiciones locales e internacionales con el Bayern, siendo la mayor cantidad de partidos disputados en una temporada con el equipo. Así demostró una gran mejoría en relación con sus problemas con las lesiones y consiguió una buena progresión para la temporada siguiente, en la que ha disputado 21 partidos de liga y marcado 17 goles.
Comenzó la temporada 2015-16 anotando el primer gol en un empate por 1-1 en la DFL–Supercup. Más tarde, el Bayern perdió en la tanda de penales.
Uli Hoeness declaró que la temporada 2018/2019 sería su última con el Bayern. Tras finalizar contrato con el Bayern, el 4 de julio de 2019 anunció su retirada.

### Regreso al fútbol: Groningen
El 27 de junio de 2020, Robben anunció su regreso al fútbol y fichó por el F. C. Groningen para la temporada 2020-21 de la Eredivisie.

### Retirada
El 15 de julio de 2021 anunció su retirada definitiva.

## Selección nacional

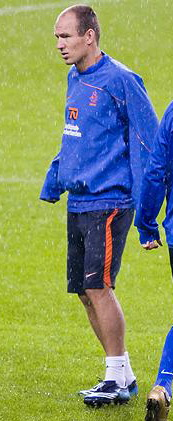
Con su selección en agosto de 2008

En 2001 disputó tres encuentros de la Copa Mundial de Fútbol Sub-20 de 2001, en la que llegó hasta los cuartos de final, donde fueron eliminados por Egipto. Con la selección absoluta ha disputado 96 partidos y ha marcado 37 goles. Hizo su debut el 30 de abril de 2003 en un partido amistoso contra Portugal en el Philips Stadion de Eindhoven, cuando ingresó en el minuto 77, sustituyendo al extremo izquierdo Marc Overmars.

### Eurocopa 2004
El 6 de septiembre jugó su primer partido oficial, un encuentro correspondiente a la fase de clasificación de la Eurocopa 2004, contra Austria. Posteriormente fue convocado ante la República Checa, pero no jugó el encuentro. Marcó su primer gol en el minuto 88 en un encuentro ante Moldavia (5 a 0), el 11 de octubre tras sustituir a Overmars en el 64.
El entrenador Dick Advocaat lo convocó a la Eurocopa de Portugal 2004, con apenas 5 partidos internacionales y 1 gol marcado. En el primer partido con Alemania no jugó, pero contra la República Checa apareció como titular, dio dos asistencias y, tras ir ganando 2-1, fue sustituido por el centrocampista Paul Bosvelt en el minuto 58. El técnico buscó reforzar su medio campo con el ingreso de Bosvelt, pero la salida de Robben afectó el ataque, pues el delantero Ruud van Nistelrooy quedó solo en la delantera y perdieron por 2-3, siendo Advocaat duramente criticado. Willem van Hanegem, segundo entrenador, comentó en broma «Si se le ocurre volver a cambiarle, le parto la cara». Contribuyó notablemente a la victoria de su equipo, 3-0, ante Letonia.
En la segunda ronda tuvo un partido difícil contra Suecia debido a que sus intervenciones acabaron en centros desde la banda que no presentaron dificultad a la defensa nórdica. En los penaltis el portero Edwin van der Sar, en la sexta ronda de disparos, detuvo el tiro del defensor Olof Mellberg y Robben batió a Andreas Isaksson, alcanzando las semifinales. En un encuentro dominado por los anfitriones, fueron derrotados 2 a 1 por Portugal, sin generar muchas oportunidades de gol, siendo Robben reemplazado en el minuto 81 por Pierre van Hooijdonk. El 17 de agosto de 2005 disputó un amistoso contra Alemania en Róterdam, donde anotó su primer doblete.

### Copa Mundial de 2006
En la fase clasificatoria, tuvo seis apariciones y contribuyó con dos goles. Para la Copa Mundial de Alemania 2006 llegaba como la máxima figura de su selección y una de los mejores en la justa mundialista. Los neerlandeses se impusieron en el primer partido a Serbia y Montenegro (1-0) gracias a un gol suyo en el minuto 18, aprovechando una asistencia de Robin van Persie convirtiéndose así en el Hombre del Partido. Batieron en su segundo partido a Costa de Marfil (2-1), Robben fue el Hombre del Partido por segunda ocasión y lograron la clasificación matemática para la siguiente fase. En el último partido del grupo, ante Argentina, ambos equipos dieron descanso a varios de sus jugadores, como Robben, terminando en empate.
El equipo dirigido por Marco van Basten quedó segundo, y tuvieron que medirse en los octavos de final ante el primero del grupo D, Portugal. Robben no tuvo una buena actuación y pasó desapercibido en un encuentro violento que perdió nuevamente ante los lusitanos. El 16 de agosto de 2006, Irlanda recibió a los neerlandeses en Dublín, como partido amistoso, y cayó con dos de Klaas-Jan Huntelaar, uno de Robben y otro de Robin van Persie. Para noviembre de 2006 fue convocado nuevamente por Van Basten y jugó un amistoso ante Inglaterra en Ámsterdam.

### Eurocopa 2008
En la fase de clasificación para la Eurocopa, disputó seis partidos. Van Basten modificó su esquema 4-3-3 con extremos puros, por un esquema 4-2-3-1, por lo que Robben jugó un rol de centrocampista. Antes de iniciar la Eurocopa, se lesionó y fue baja para el primer partido ante Italia, campeón mundial. Van Basten afirmó: 

Es una gran pérdida, sobre todo después de la lesión de Ryan Babel la semana pasada, el jugador y el equipo médico intentarán que esté listo lo antes posible.

En su debut, pese a la baja de Robben, obtuvieron la victoria por 3 a 0. En la segunda jornada vencieron a Francia, subcampeón mundial de 2006, por 4 a 1 y Robben disputó los últimos 45 minutos por el centrocampista Orlando Engelaar, dio una asistencia a Van Persie y en el minuto 72 anotó el tercer gol, con un fuerte disparo al primer palo del meta Grégory Coupet desde un ángulo cerrado. En el último encuentro del grupo, ganaron a Rumania por 2 a 0, inició como titular pero salió en el minuto 61 al cumplir con una discreta participación.

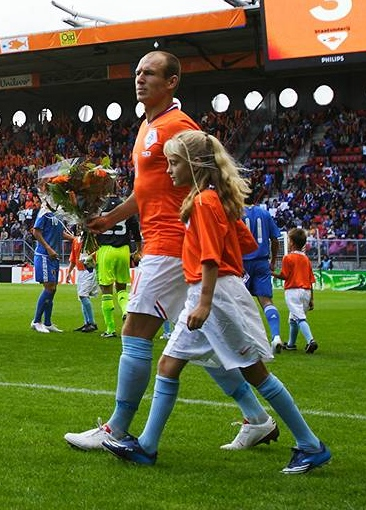
Robben a punto de disputar un partido contra Japón el 5 de septiembre de 2009.

Poco antes del partido sufrieron la baja de Robben, que tuvo una recaída de su lesión en la ingle. En el siguiente partido ante Rusia, dirigidos por el neerlandés Guus Hiddink, perdieron en la prórroga por 1 a 3. El partido se repitió, pero en calidad de amistoso, el 20 de agosto de 2008 en Moscú, Bert van Marwijk hizo su debut como entrenador y Robben jugó desde el inicio, aunque tuvo una actuación irregular en el empate a 1.

### Copa Mundial de 2010
Durante los partidos de clasificación, fue uno de los fijos para el entrenador neerlandés, disputó 6 de los 8 encuentros y anotó un gol ante Noruega. Durante un amistoso ante la selección de Hungría sufrió una lesión por la cual se dudó de su participación en el mundial. Sin embargo, solo se perdió los dos primeros partidos de la fase de grupos, y en el tercer encuentro ante Camerún jugó los últimos minutos. En octavos de final, fue titular ante Eslovaquia, a quien le marcó un gol, ayudando a su equipo a ganar el partido. En cuartos de final se enfrentaron ante Brasil, en un partido emocionante en el que provocó la expulsión de Felipe Melo. Finalmente pasaron a semifinales con un resultado final de 2-1 y se enfrentaron con Uruguay, ante los que marcó el provisorio tercer gol de su equipo y pasaron a la final (3-2). Allí se enfrentaron con España y después de no anotar ningún gol disputaron la prórroga, teniendo una jugada mano a mano frente a Iker Casillas, a favor del español, Andrés Iniesta marcaría el gol de la victoria para los españoles.

### Copa Mundial de 2014
El 13 de mayo de 2014, Robben fue incluido por el entrenador de la selección de los Países Bajos Louis van Gaal en la lista preliminar de 30 jugadores que representarán a ese país en la Copa Mundial de Fútbol de 2014 en Brasil. Finalmente fue confirmado en la nómina definitiva de 23 jugadores el 31 de mayo.
Robben inició el Mundial anotando un doblete en la goleada 5-1 sobre España en el primer partido de los Países Bajos en el torneo. En el segundo partido de la fase de grupos, se enfrentaron a Australia en Porto Alegre y Robben abrió el marcador al anotar un gol a los 20 minutos del partido, consiguiendo su tercer gol en el torneo. En octavos de final eliminaron a México con un polémico penal y después a Costa Rica en los penalties, pero en las semifinales fueron derrotados ante Argentina nuevamente en los penalties. En el último partido ante Brasil ganaron por 3 goles a 0, obteniendo así el tercer puesto del torneo e individualmente fue nombrado como tercer mejor jugador del torneo.

### Participaciones en fases finales
| Mundial                        | Sede              | Resultado        | Partidos | Goles |
| ------------------------------ | ----------------- | ---------------- | -------- | ----- |
| Copa Mundial Sub-20 de 2001    | Argentina         | Cuartos de final | 3        | 0     |
| Eurocopa 2004                  | Portugal          | Semifinales      | 4        | 0     |
| Copa Mundial de Fútbol de 2006 | Alemania          | Octavos de final | 3        | 1     |
| Eurocopa 2008                  | Austria y Suiza   | Cuartos de final | 2        | 1     |
| Copa Mundial de Fútbol de 2010 | Sudáfrica         | Subcampeón       | 5        | 2     |
| Eurocopa 2012                  | Polonia y Ucrania | Primera fase     | 3        | 0     |
| Copa Mundial de Fútbol de 2014 | Brasil            | Tercer lugar     | 7        | 3     |

#### Detalles de participaciones
Actualizado al último partido el 10 de octubre de 2017.
| Partidos                 | Partidos             | Partidos            | Partidos     | Partidos          | Partidos                             | Partidos |
| Fecha                    | Ciudad               | Local               | Resultado    | Visitante         | Competición                          | Goles    |
| ------------------------ | -------------------- | ------------------- | ------------ | ----------------- | ------------------------------------ | -------- |
| 30 de abril de 2003      | Eindhoven            | Países Bajos        | 1-1          | Portugal          | Amistoso                             | -        |
| 6 de septiembre de 2003  | Róterdam             | Países Bajos        | 3-1          | Austria           | Clasificación para Eurocopa 2004     | -        |
| 11 de octubre de 2003    | Eindhoven            | Países Bajos        | 5-0          | Moldavia          | Clasificación para Eurocopa 2004     |          |
| 18 de febrero de 2004    | Ámsterdam            | Países Bajos        | 1-0          | Estados Unidos    | Amistoso                             |          |
| 1 de junio de 2004       | Róterdam             | Países Bajos        | 3-0          | Islas Feroe       | Amistoso                             | -        |
| 5 de junio de 2004       | Ámsterdam            | Países Bajos        | 0-1          | Irlanda           | Amistoso                             | -        |
| 19 de junio de 2004      | Aveiro               | Países Bajos        | 2-3          | República Checa   | Eurocopa 2004                        | -        |
| 23 de junio de 2004      | Braga                | Países Bajos        | 3-0          | Letonia           | Eurocopa 2004                        | -        |
| 26 de junio de 2004      | Loulé                | Suecia              | 0-0 (4-5 p.) | Países Bajos      | Eurocopa 2004                        | -        |
| 30 de junio de 2004      | Lisboa               | Portugal            | 2-1          | Países Bajos      | Eurocopa 2004                        | -        |
| 17 de noviembre de 2004  | Barcelona            | Andorra             | 0-3          | Países Bajos      | Clasificación para Copa Mundial 2006 |          |
| 26 de marzo de 2005      | Bucarest             | Rumania             | 0-2          | Países Bajos      | Clasificación para Copa Mundial 2006 | -        |
| 4 de junio de 2005       | Róterdam             | Países Bajos        | 2-0          | Rumania           | Clasificación para Copa Mundial 2006 |          |
| 8 de junio de 2005       | Berlín               | Finlandia           | 0-4          | Países Bajos      | Clasificación para Copa Mundial 2006 | -        |
| 17 de agosto de 2005     | Róterdam             | Países Bajos        | 2-2          | Alemania          | Amistoso                             |          |
| 7 de septiembre de 2005  | Eindhoven            | Países Bajos        | 4-0          | Andorra           | Clasificación para Copa Mundial 2006 | -        |
| 8 de octubre de 2005     | Praga                | República Checa     | 0-2          | Países Bajos      | Clasificación para Copa Mundial 2006 | -        |
| 1 de marzo de 2006       | Ámsterdam            | Países Bajos        | 1-0          | Ecuador           | Amistoso                             | -        |
| 27 de mayo de 2006       | Róterdam             | Países Bajos        | 1-0          | Camerún           | Amistoso                             | -        |
| 4 de junio de 2006       | Róterdam             | Países Bajos        | 1-1          | Australia         | Amistoso                             | -        |
| 11 de junio de 2006      | Leipzig              | Serbia y Montenegro | 0-1          | Países Bajos      | Copa Mundial 2006                    |          |
| 16 de junio de 2006      | Stuttgart            | Países Bajos        | 2-1          | Costa de Marfil   | Copa Mundial 2006                    | -        |
| 25 de junio de 2006      | Núremberg            | Portugal            | 1-0          | Países Bajos      | Copa Mundial 2006                    | -        |
| 16 de agosto de 2006     | Dublín               | Irlanda             | 0-4          | Países Bajos      | Amistoso                             |          |
| 6 de octubre de 2006     | Sofía                | Bulgaria            | 1-1          | Países Bajos      | Clasificación para Eurocopa 2008     | -        |
| 11 de octubre de 2006    | Ámsterdam            | Países Bajos        | 2-1          | Albania           | Clasificación para Eurocopa 2008     | -        |
| 15 de noviembre de 2006  | Ámsterdam            | Países Bajos        | 1-1          | Inglaterra        | Amistoso                             | -        |
| 24 de marzo de 2007      | Ámsterdam            | Países Bajos        | 0-0          | Rumania           | Clasificación para Eurocopa 2008     | -        |
| 28 de marzo de 2007      | Celje                | Eslovenia           | 0-1          | Países Bajos      | Clasificación para Eurocopa 2008     | -        |
| 13 de octubre de 2007    | Constanza            | Rumania             | 1-0          | Países Bajos      | Clasificación para Eurocopa 2008     | -        |
| 17 de octubre de 2007    | Eindhoven            | Países Bajos        | 2-0          | Eslovenia         | Clasificación para Eurocopa 2008     | -        |
| 29 de mayo de 2007       | Eindhoven            | Países Bajos        | 1-1          | Dinamarca         | Amistoso                             | -        |
| 1 de junio de 2008       | Eindhoven            | Países Bajos        | 2-0          | Gales             | Amistoso                             |          |
| 13 de junio de 2008      | Berna                | Países Bajos        | 4-1          | Francia           | Eurocopa 2008                        |          |
| 17 de junio de 2008      | Berna                | Países Bajos        | 2-0          | Rumania           | Eurocopa 2008                        | -        |
| 20 de agosto de 2008     | Moscú                | Países Bajos        | 1-1          | Rusia             | Amistoso                             | -        |
| 10 de septiembre de 2008 | Skopie               | Macedonia           | 1-2          | Países Bajos      | Clasificación para Copa Mundial 2010 | -        |
| 11 de febrero de 2009    | Radès                | Túnez               | 1-1          | Países Bajos      | Amistoso                             | -        |
| 28 de marzo de 2009      | Ámsterdam            | Países Bajos        | 3-0          | Escocia           | Clasificación para Copa Mundial 2010 | -        |
| 1 de abril de 2009       | Eindhoven            | Países Bajos        | 4-0          | Macedonia         | Clasificación para Copa Mundial 2010 | -        |
| 6 de junio de 2009       | Reikiavik            | Islandia            | 1-2          | Países Bajos      | Clasificación para Copa Mundial 2010 | -        |
| 10 de junio de 2009      | Eindhoven            | Países Bajos        | 2-0          | Noruega           | Clasificación para Copa Mundial 2010 |          |
| 12 de agosto de 2009     | Ámsterdam            | Países Bajos        | 2-2          | Inglaterra        | Amistoso                             | -        |
| 5 de septiembre de 2009  | Enschede             | Países Bajos        | 3-0          | Japón             | Amistoso                             | -        |
| 9 de septiembre de 2009  | Glasgow              | Escocia             | 0-1          | Países Bajos      | Clasificación para Copa Mundial 2010 | -        |
| 3 de marzo de 2010       | Ámsterdam            | Países Bajos        | 2-1          | Estados Unidos    | Amistoso                             | -        |
| 5 de junio de 2010       | Ámsterdam            | Países Bajos        | 6-1          | Hungría           | Amistoso                             |          |
| 24 de junio de 2010      | Pretoria             | Camerún             | 1-2          | Países Bajos      | Copa Mundial 2010                    |          |
| 28 de junio de 2010      | Durban               | Países Bajos        | 2-1          | Eslovaquia        | Copa Mundial 2010                    |          |
| 2 de julio de 2010       | Puerto Elizabeth     | Países Bajos        | 2-1          | Brasil            | Copa Mundial 2010                    | -        |
| 6 de julio de 2010       | Ciudad del Cabo      | Uruguay             | 2-3          | Países Bajos      | Copa Mundial 2010                    |          |
| 11 de julio de 2010      | Johannesburgo        | Países Bajos        | 0-1          | España            | Copa Mundial 2010                    | -        |
| 4 de junio de 2011       | Goiás                | Brasil              | 0-0          | Países Bajos      | Amistoso                             | -        |
| 29 de febrero de 2012    | Londres              | Inglaterra          | 2-3          | Países Bajos      | Amistoso                             |          |
| 26 de mayo de 2012       | Ámsterdam            | Países Bajos        | 1-2          | Bulgaria          | Amistoso                             | -        |
| 30 de mayo de 2012       | Róterdam             | Países Bajos        | 2-0          | Eslovaquia        | Amistoso                             | -        |
| 2 de junio de 2012       | Ámsterdam            | Países Bajos        | 6-0          | Irlanda del Norte | Amistoso                             | -        |
| 9 de junio de 2012       | Járkov               | Países Bajos        | 0-1          | Dinamarca         | Eurocopa 2012                        | -        |
| 13 de junio de 2012      | Járkov               | Países Bajos        | 1-2          | Alemania          | Eurocopa 2012                        | -        |
| 17 de junio de 2012      | Járkov               | Portugal            | 2-1          | Países Bajos      | Eurocopa 2012                        | -        |
| 15 de agosto de 2012     | Bruselas             | Bélgica             | 4-2          | Países Bajos      | Amistoso                             | -        |
| 7 de septiembre de 2012  | Ámsterdam            | Países Bajos        | 2-0          | Turquía           | Amistoso                             | -        |
| 14 de noviembre de 2012  | Ámsterdam            | Países Bajos        | 0-0          | Alemania          | Amistoso                             | -        |
| 6 de febrero de 2013     | Ámsterdam            | Países Bajos        | 1-1          | Italia            | Amistoso                             | -        |
| 11 de marzo de 2013      | Pekín                | China               | 0-2          | Países Bajos      | Amistoso                             | -        |
| 22 de marzo de 2013      | Ámsterdam            | Países Bajos        | 3-0          | Estonia           | Clasificación para Copa Mundial 2014 | -        |
| 26 de marzo de 2013      | Ámsterdam            | Países Bajos        | 4-0          | Rumania           | Clasificación para Copa Mundial 2014 | -        |
| 7 de junio de 2013       | Yakarta              | Indonesia           | 0-3          | Países Bajos      | Amistoso                             |          |
| 14 de agosto de 2013     | Faro                 | Portugal            | 1-1          | Países Bajos      | Amistoso                             | -        |
| 6 de septiembre de 2013  | Tallin               | Estonia             | 2-2          | Países Bajos      | Clasificación para Copa Mundial 2014 |          |
| 11 de octubre de 2013    | Ámsterdam            | Países Bajos        | 8-1          | Hungría           | Clasificación para Copa Mundial 2014 |          |
| 15 de octubre de 2013    | Kadıköy              | Turquía             | 0-2          | Países Bajos      | Clasificación para Copa Mundial 2014 |          |
| 16 de noviembre de 2013  | Genk                 | Japón               | 2-2          | Países Bajos      | Amistoso                             |          |
| 31 de mayo de 2014       | Róterdam             | Países Bajos        | 1-0          | Ghana             | Amistoso                             | -        |
| 4 de junio de 2014       | Ámsterdam            | Países Bajos        | 2-0          | Gales             | Amistoso                             |          |
| 13 de junio de 2014      | Salvador de Bahía    | Países Bajos        | 5-1          | España            | Copa Mundial 2014                    |          |
| 18 de junio de 2014      | Porto Alegre         | Australia           | 2-3          | Países Bajos      | Copa Mundial 2014                    |          |
| 23 de junio de 2014      | São Paulo            | Países Bajos        | 2-0          | Chile             | Copa Mundial 2014                    | -        |
| 29 de junio de 2014      | Fortaleza            | Países Bajos        | 2-1          | México            | Copa Mundial 2014                    | -        |
| 5 de julio de 2014       | Salvador de Bahía    | Países Bajos        | 0-0 (4-3 p.) | Costa Rica        | Copa Mundial 2014                    | -        |
| 9 de julio de 2014       | São Paulo            | Países Bajos        | 0-0 (2-4 p.) | Argentina         | Copa Mundial de Fútbol de 2014       | -        |
| 12 de julio de 2014      | Brasilia             | Brasil              | 0-3          | Países Bajos      | Copa Mundial 2014                    | -        |
| 10 de octubre de 2014    | Ámsterdam            | Países Bajos        | 3-1          | Kazajistán        | Clasificación para la Eurocopa 2016  | -        |
| 13 de octubre de 2014    | Reikiavik            | Islandia            | 2-0          | Países Bajos      | Clasificación para la Eurocopa 2016  | -        |
| 12 de noviembre de 2014  | Ámsterdam            | Países Bajos        | 2-3          | México            | Amistoso                             | -        |
| 16 de noviembre de 2014  | Ámsterdam            | Países Bajos        | 6-0          | Letonia           | Clasificación para la Eurocopa 2016  |          |
| 3 de septiembre de 2015  | Ámsterdam            | Países Bajos        | 0-1          | Islandia          | Clasificación para la Eurocopa 2016  | -        |
| 13 de noviembre de 2015  | Cardiff              | Gales               | 2-3          | Países Bajos      | Amistoso                             |          |
| 13 de noviembre de 2016  | Ciudad de Luxemburgo | Luxemburgo          | 1-3          | Países Bajos      | Clasificación para Copa Mundial 2018 |          |
| 25 de marzo de 2017      | Sofía                | Bulgaria            | 2-0          | Países Bajos      | Clasificación para Copa Mundial 2018 | -        |
| 4 de junio de 2017       | Róterdam             | Países Bajos        | 5-0          | Costa de Marfil   | Amistoso                             |          |
| 9 de junio de 2017       | Róterdam             | Países Bajos        | 5-0          | Luxemburgo        | Clasificación para Copa Mundial 2018 |          |
| 31 de agosto de 2017     | Saint-Denis          | Francia             | 4-0          | Países Bajos      | Clasificación para Copa Mundial 2018 | -        |
| 3 de septiembre de 2017  | Ámsterdam            | Países Bajos        | 3-1          | Bulgaria          | Clasificación para Copa Mundial 2018 |          |
| 7 de octubre de 2017     | Borisov              | Bielorrusia         | 1-3          | Países Bajos      | Clasificación para Copa Mundial 2018 |          |
| 10 de octubre de 2017    | Ámsterdam            | Países Bajos        | 2-0          | Suecia            | Clasificación para Copa Mundial 2018 |          |
| Total                    |                      | Presencias          | 96           |                   | Goles                                | 37       |

## Estadísticas

### Clubes
Datos actualizados a fin de carrera deportiva.
| Club                              | Temporada     | Div           | Liga  | Liga  | Liga   | Copas | Copas | Copas  | Internacional | Internacional | Internacional | Total | Total | Total  |
| Club                              | Temporada     | Div           | Part. | Goles | Asist. | Part. | Goles | Asist. | Part.         | Goles         | Asist.        | Part. | Goles | Asist. |
| --------------------------------- | ------------- | ------------- | ----- | ----- | ------ | ----- | ----- | ------ | ------------- | ------------- | ------------- | ----- | ----- | ------ |
| F. C. Groningen · Países Bajos    | 2000-01       | 1.ª           | 18    | 2     | 1      | –     | –     | –      | –             | –             | –             | 18    | 2     | 1      |
| F. C. Groningen · Países Bajos    | 2001-02       | 1.ª           | 28    | 6     | 3      | 6     | 4     | 1      | –             | –             | –             | 34    | 10    | 4      |
| P. S. V. Eindhoven · Países Bajos | 2002-03       | 1.ª           | 33    | 12    | 6      | 4     | –     | –      | 4             | 1             | –             | 41    | 13    | 6      |
| P. S. V. Eindhoven · Países Bajos | 2003-04       | 1.ª           | 23    | 5     | 11     | 3     | 1     | –      | 8             | 2             | –             | 34    | 8     | 11     |
| P. S. V. Eindhoven · Países Bajos | Total club    | Total club    | 56    | 17    | 17     | 7     | 1     | 0      | 12            | 3             | 0             | 75    | 21    | 17     |
| Chelsea F. C. Inglaterra          | 2004-05       | 1.ª           | 18    | 7     | 9      | 6     | 1     | 1      | 5             | 1             | –             | 29    | 9     | 10     |
| Chelsea F. C. Inglaterra          | 2005-06       | 1.ª           | 28    | 6     | 3      | 6     | 1     | 2      | 6             | –             | –             | 40    | 7     | 5      |
| Chelsea F. C. Inglaterra          | 2006-07       | 1.ª           | 21    | 2     | 4      | 8     | –     | 1      | 8             | 1             | 1             | 37    | 3     | 6      |
| Chelsea F. C. Inglaterra          | Total club    | Total club    | 67    | 15    | 16     | 20    | 2     | 4      | 19            | 2             | 1             | 106   | 19    | 21     |
| Real Madrid C. F. · España        | 2007-08       | 1.ª           | 21    | 4     | 4      | 2     | 1     | 1      | 5             | –             | –             | 28    | 5     | 5      |
| Real Madrid C. F. · España        | 2008-09       | 1.ª           | 29    | 7     | 7      | 2     | –     | 1      | 6             | 1             | 1             | 37    | 8     | 9      |
| Real Madrid C. F. · España        | Total club    | Total club    | 50    | 11    | 11     | 4     | 1     | 2      | 11            | 1             | 1             | 65    | 13    | 14     |
| Bayern de Múnich · Alemania       | 2009-10       | 1.ª           | 24    | 16    | 7      | 3     | 3     | 1      | 10            | 4             | –             | 37    | 23    | 8      |
| Bayern de Múnich · Alemania       | 2010-11       | 1.ª           | 14    | 12    | 10     | 2     | 1     | 1      | 2             | –             | 2             | 18    | 13    | 13     |
| Bayern de Múnich · Alemania       | 2011-12       | 1.ª           | 24    | 12    | 6      | 3     | 2     | 1      | 9             | 5             | 3             | 36    | 19    | 10     |
| Bayern de Múnich · Alemania       | 2012-13       | 1.ª           | 16    | 5     | 7      | 6     | 4     | 4      | 9             | 4             | 2             | 31    | 13    | 13     |
| Bayern de Múnich · Alemania       | 2013-14       | 1.ª           | 28    | 11    | 6      | 6     | 6     | 5      | 11            | 4             | 6             | 45    | 21    | 17     |
| Bayern de Múnich · Alemania       | 2014-15       | 1.ª           | 21    | 17    | 7      | 2     | –     | 1      | 7             | 2             | 1             | 30    | 19    | 9      |
| Bayern de Múnich · Alemania       | 2015-16       | 1.ª           | 15    | 4     | 1      | 4     | 1     | 1      | 3             | 2             | 1             | 22    | 7     | 3      |
| Bayern de Múnich · Alemania       | 2016-17       | 1.ª           | 26    | 13    | 11     | 3     | –     | –      | 8             | 3             | 3             | 37    | 16    | 14     |
| Bayern de Múnich · Alemania       | 2017-18       | 1.ª           | 21    | 5     | 7      | 4     | 2     | 4      | 9             | –             | 1             | 34    | 7     | 12     |
| Bayern de Múnich · Alemania       | 2018-19       | 1.ª           | 12    | 4     | –      | 2     | –     | 1      | 4             | 2             | 1             | 18    | 6     | 2      |
| Bayern de Múnich · Alemania       | Total club    | Total club    | 201   | 99    | 62     | 35    | 19    | 19     | 72            | 26            | 20            | 308   | 144   | 101    |
| F. C. Groningen · Países Bajos    | 2020-21       | 1.ª           | 7     | –     | 2      | 1     | –     | –      | –             | –             | –             | 7     | 0     | 2      |
| F. C. Groningen · Países Bajos    | Total club    | Total club    | 53    | 8     | 6      | 7     | 4     | 1      | 0             | 0             | 0             | 60    | 12    | 7      |
| Total carrera                     | Total carrera | Total carrera | 427   | 150   | 112    | 73    | 27    | 26     | 114           | 32            | 22            | 614   | 209   | 160    |
| 1. 2. 3.                          |               |               |       |       |        |       |       |        |               |               |               |       |       |        |

### Selección nacional
Actualizado al último partido jugado el 10 de octubre de 2017.
| Selección    | Año   | Amistosos | Amistosos | Amistosos | Eurocopa | Eurocopa | Eurocopa | Eliminatorias europeas | Eliminatorias europeas | Eliminatorias europeas | Mundial | Mundial | Mundial | Eliminatorias mundialistas | Eliminatorias mundialistas | Eliminatorias mundialistas | Total | Total | Total  |
| Selección    | Año   | Part.     | Goles     | Asist.    | Part.    | Goles    | Asist.   | Part.                  | Goles                  | Asist.                 | Part.   | Goles   | Asist.  | Part.                      | Goles                      | Asist.                     | Part. | Goles | Asist. |
| ------------ | ----- | --------- | --------- | --------- | -------- | -------- | -------- | ---------------------- | ---------------------- | ---------------------- | ------- | ------- | ------- | -------------------------- | -------------------------- | -------------------------- | ----- | ----- | ------ |
| Países Bajos |       |           |           |           |          |          |          |                        |                        |                        |         |         |         |                            |                            |                            |       |       |        |
| 2003         | 1     | 0         | 0         | -         | -        | -        | 2        | 1                      | 0                      | -                      | -       | -       | -       | -                          | -                          | 3                          | 1     | 0     |        |
| 2004         | 3     | 1         | 0         | 4         | 0        | 3        | -        | -                      | -                      | -                      | -       | -       | 1       | 1                          | 1                          | 8                          | 2     | 4     |        |
| 2005         | 1     | 2         | 0         | -         | -        | -        | -        | -                      | -                      | -                      | -       | -       | 5       | 1                          | 2                          | 6                          | 3     | 2     |        |
| 2006         | 5     | 1         | 0         | -         | -        | -        | 2        | 0                      | 0                      | 3                      | 1       | 1       | -       | -                          | -                          | 10                         | 2     | 1     |        |
| 2007         | 0     | 0         | 0         | -         | -        | -        | 4        | 0                      | 0                      | -                      | -       | -       | -       | -                          | -                          | 4                          | 0     | 0     |        |
| 2008         | 3     | 1         | 1         | 2         | 1        | 1        | -        | -                      | -                      | -                      | -       | -       | 1       | 0                          | 0                          | 6                          | 2     | 2     |        |
| 2009         | 3     | 0         | 1         | -         | -        | -        | -        | -                      | -                      | -                      | -       | -       | 5       | 1                          | 0                          | 8                          | 1     | 1     |        |
| 2010         | 2     | 2         | 1         | -         | -        | -        | -        | -                      | -                      | 5                      | 2       | 2       | -       | -                          | -                          | 7                          | 4     | 3     |        |
| 2011         | 1     | 0         | 0         | -         | -        | -        | -        | -                      | -                      | -                      | -       | -       | -       | -                          | -                          | 1                          | 0     | 0     |        |
| 2012         | 6     | 2         | 2         | 3         | 0        | 2        | -        | -                      | -                      | -                      | -       | -       | 1       | 0                          | 0                          | 10                         | 2     | 4     |        |
| 2013         | 5     | 2         | 2         | -         | -        | -        | -        | -                      | -                      | -                      | -       | -       | 5       | 3                          | 3                          | 10                         | 5     | 5     |        |
| 2014         | 3     | 1         | 2         | -         | -        | -        | 3        | 2                      | 1                      | 7                      | 3       | 3       | -       | -                          | -                          | 13                         | 6     | 6     |        |
| 2015         | 1     | 2         | 0         | -         | -        | -        | 1        | 0                      | 0                      | -                      | -       | -       | -       | -                          | -                          | 2                          | 2     | 0     |        |
| 2016         | 0     | 0         | 0         | -         | -        | -        | -        | -                      | -                      | -                      | -       | -       | 1       | 1                          | 0                          | 1                          | 1     | 0     |        |
| 2017         | 1     | 1         | 1         | -         | -        | -        | -        | -                      | -                      | -                      | -       | -       | 6       | 5                          | 1                          | 7                          | 6     | 2     |        |
| Total        | Total | 35        | 15        | 10        | 9        | 1        | 6        | 12                     | 3                      | 1                      | 15      | 6       | 6       | 25                         | 12                         | 7                          | 96    | 37    | 30     |

## Palmarés

### Títulos nacionales
| Título                        | Club               | País         | Año     |
| ----------------------------- | ------------------ | ------------ | ------- |
| Eredivisie                    | P. S. V. Eindhoven | Países Bajos | 2002-03 |
| Supercopa de los Países Bajos | P. S. V. Eindhoven | Países Bajos | 2003    |
| Premier League                | Chelsea F. C.      | Inglaterra   | 2004-05 |
| Copa de la Liga               | Chelsea F. C.      | Inglaterra   | 2004-05 |
| Community Shield              | Chelsea F. C.      | Inglaterra   | 2005    |
| Premier League                | Chelsea F. C.      | Inglaterra   | 2005-06 |
| FA Cup                        | Chelsea F. C.      | Inglaterra   | 2006-07 |
| Copa de la Liga               | Chelsea F. C.      | Inglaterra   | 2006-07 |
| Primera División de España    | Real Madrid C. F.  | España       | 2007-08 |
| Supercopa de España           | Real Madrid C. F.  | España       | 2008    |
| Bundesliga                    | Bayern de Múnich   | Alemania     | 2009-10 |
| Copa de Alemania              | Bayern de Múnich   | Alemania     | 2009-10 |
| Supercopa de Alemania         | Bayern de Múnich   | Alemania     | 2010    |
| Supercopa de Alemania         | Bayern de Múnich   | Alemania     | 2012    |
| Bundesliga                    | Bayern de Múnich   | Alemania     | 2012-13 |
| Copa de Alemania              | Bayern de Múnich   | Alemania     | 2012-13 |
| Bundesliga                    | Bayern de Múnich   | Alemania     | 2013-14 |
| Copa de Alemania              | Bayern de Múnich   | Alemania     | 2013-14 |
| Bundesliga                    | Bayern de Múnich   | Alemania     | 2014-15 |
| Bundesliga                    | Bayern de Múnich   | Alemania     | 2015-16 |
| Copa de Alemania              | Bayern de Múnich   | Alemania     | 2015-16 |
| Supercopa de Alemania         | Bayern de Múnich   | Alemania     | 2016    |
| Bundesliga                    | Bayern de Múnich   | Alemania     | 2016-17 |
| Supercopa de Alemania         | Bayern de Múnich   | Alemania     | 2017    |
| Bundesliga                    | Bayern de Múnich   | Alemania     | 2017-18 |
| Supercopa de Alemania         | Bayern de Múnich   | Alemania     | 2018    |
| Bundesliga                    | Bayern de Múnich   | Alemania     | 2018-19 |
| Copa de Alemania              | Bayern de Múnich   | Alemania     | 2018-19 |

### Títulos internacionales
| Título                       | Club             | Sede            | Año     |
| ---------------------------- | ---------------- | --------------- | ------- |
| Liga de Campeones de la UEFA | Bayern de Múnich | Inglaterra      | 2012-13 |
| Supercopa de Europa          | Bayern de Múnich | República Checa | 2013    |

### Distinciones individuales
| Distinción                                   | Año              |
| -------------------------------------------- | ---------------- |
| Talento del año en los Países Bajos          | 2003             |
| Trofeo Bravo                                 | 2005             |
| Equipo del año de la Premier League (PFA)    | 2005             |
| Equipo del año ESM                           | 2005, 2010       |
| Futbolista del año en Alemania               | 2010             |
| Nominado al FIFA Balón de Oro                | 2010, 2013, 2014 |
| Equipo del año UEFA                          | 2011, 2014       |
| Balón de Bronce de la Copa del Mundo         | 2014             |
| Equipo de las Estrellas de la Copa del Mundo | 2014             |
| XI Mundial FIFA/FIFPro                       | 2014             |

## Vida privada
Nació el 23 de enero de 1984 en la población de Bedum, en la provincia de Groninga. Se casó con Bernadien Eillert el 9 de junio de 2007 en Groningen después de una relación de 7 años. Se conocieron mientras estudiaban en la secundaria Heike Kamerlingh Onnes, de la localidad. Entre las 150 personas presentes en el evento estaban el portero checo Petr Čech y el centrocampista danés Dennis Rommedahl. Después de la ceremonia los recién casados lanzaron algunas palomas blancas al aire. En 2004, con tan solo 20 años le diagnosticaron cáncer testicular. Se sometió a una cirugía, y paralelamente al tratamiento de la enfermedad, sufrió depresión. Con el tiempo, consiguió superar ambas enfermedades y volvió a jugar al fútbol..

## Características
Generalmente jugaba como extremo derecho, aunque ha sido utilizado por la izquierda, de segunda punta o centrocampista. Es un jugador rápido que encara y regatea al rival, además cuenta con fuertes disparos de media distancia. Su propensión a las lesiones le han causado un rendimiento irregular en sus equipos, durante su etapa en el Chelsea sufrió una grave lesión en la rodilla izquierda, que tras su recuperación siguió arrastrando problemas en dicha articulación.